# D.G. Harmsen (schip, 1954)
De D.G. Harmsen is een schip van het Varend erfgoed. Het werd speciaal gebouwd voor de Deltawerken in de provincie Zeeland met de oorspronkelijke naam Directeur-generaal Harmsen, naar de voormalige Directeur-generaal Willem Harmsen. Het verrichtte daar metingen en peilingen, voornamelijk in de Oosterschelde. Als directievaartuig voor Rijkswaterstaat werd het in 1986 gebruikt door Koningin Beatrix, vergezeld door minister Kroes en de Directeur-generaal Co van Dixhoorn van Rijkswaterstaat, voor de opening van de Oosterscheldekering. 
Bij de aanvaring van 25 februari 1963 op de rede van Rilland-Bath tussen de tankers Abadessa en de Miraflores werden hand-en-spandiensten verleend. Zo haalde men snel medische hulp voor de slachtoffers van de brandende Miraflores bij het haventje van Bath.
Na afronding van het werk in Zeeland voer het schip in april 1995 op eigen kracht naar Indonesië om ook daar als werkschip te dienen. Weer terug in Nederland werd het schip verkocht voor recreatie. 
Het schip is genoemd naar Willem Harmsen, Directeur-Generaal van Rijkswaterstaat

## Pakjesboot 14
Bij de intocht in 2001 van Sinterklaas in Maastricht fungeerde het schip, dat toen in werkelijkheid Maria-C heette, eenmalig als Pakjesboot 14. De reden was dat Pakjesboot 12 te hoog was voor de bruggen in Maastricht.